# Mr.Long/ミスター・ロン
『Mr.Long/ミスター・ロン』は、2017年の日本・香港・台湾・ドイツ合作映画。
第67回ベルリン国際映画祭のコンペティションに出品された。

## キャスト
- ミスター・ロン - チャン・チェン（張震）
- 賢次 - 青柳翔
- リリー - イレブン・ヤオ（姚以緹）
- ジュン - バイ・ルンイン（白潤音）
- 平助 - 有福正志
- 忠雄 - 諏訪太朗
- 久美子 - 大草理乙子
- 町子 - 歌川椎子
- 君枝 - 真下有紀
- 肉屋 - 山崎直樹
- 魚屋 - 瀬口寛之
- 電気屋 - 水澤紳吾
- ジャン - 福地祐介
- 和田（覚せい剤の売人） - 岸建太朗
- カオ（ジャンの仲間） - カトウシンスケ
- サラリーマン風の客 - 竹嶋康成
- ヨーコ（台湾パブのママ） - 奥田恵梨華
- 坂田 - 千葉哲也
- 藤野 - 工藤俊作

## スタッフ
- 監督・脚本：SABU
- 撮影：古屋幸一
- 照明：酒井隆英
- 美術：林千奈
- 録音：古谷正志
- 編集：ゲオルク・ペッツォルト
- 製作総指揮：有山憲、森広貴
- プロデューサー：松石龍男、清水洋一、ジャッキー・パン、シュテファン・ホル、市山尚三
- 音楽：松本淳一
- スチール：レスリー・キー